# Андерссон, Рой
Рой Андерссон (швед. Roy Andersson, род. 31 марта 1943 года, Гётеборг, Швеция) — шведский кинорежиссёр. Им создано шесть полнометражных художественных фильмов, несколько короткометражных и около трёхсот рекламных роликов.
Во многих отношениях Рой Андерссон — уникальный режиссёр: у него своя продюсерская компания с двумя съёмочными павильонами, монтажной, звукооператорской и кинотеатром, что позволяет ему продюсировать и создавать собственные фильмы. Он работает без сценария и съёмочного графика, снимает большей частью в павильоне.
Удостоен множества международных наград и призов. В 2014 году награждён главным призом Венецианского кинофестиваля, «Золотым львом», за постановку философской драмы «Голубь сидел на ветке, размышляя о жизни» — заключительной части трилогии Андерссона о жизненной сущности.

## Биография
После окончания школы Андерссон хотел учиться в незадолго до этого открытой Киношколе в Стокгольме (в 1970 году она была преобразована в Институт драматического искусства), однако туда принимали только тех, кто достиг 24 лет, поэтому он поступил в Университет Лунда, в котором изучал историю драматургии, театра и кино. В 1967 году он поступил в Киношколу.
Андерссон начинал карьеру как режиссёр рекламных роликов — и уже первая его работа, реклама дезодоранта, стала обладателем Каннского Льва на фестивале рекламы. Ещё до окончания учёбы в Киношколе он снял свой первый полнометражный фильм — «Шведская история любви». Эта картина в 1969 году была номинирована на «Золотого медведя» на Берлинском международном кинофестивале.
Но его второй фильм, «Гилиап» (1976), потерпел неудачу.
Из-за финансовых проблем Андерссон снова стал снимать рекламные клипы. Это были необычные рекламные миниатюры, представлявшие собой инсценировки общественных стереотипов в долгих кадрах. Эти ролики были отмечены многими наградами, в том числе восемью Каннскими Золотыми Львами на фестивале рекламы.
В 1977 году Рой Андерссон создал свою продюсерскую компанию Roy Andersson Production, а в 1984 году — Studio 24 — независимую продюсерскую компанию, которой руководит до сегодняшнего дня.
В 1987 году по заказу шведского Национального совета здравоохранения и социального обеспечения работает над короткометражным образовательным фильмом о СПИДе «Что-то случилось», однако, увидев отснятый материал, Совет отзывает заказ и Андерссон завершает фильм как собственный проект. Найденный в этом фильме стиль: фрагментарность, долгие планы неподвижной камерой, абсурдизм — Андерссон развивает в короткометражке «Славен мир» (1991) и в последующих полнометражных фильмах.
В 2000 году начал разработку своей экзистенциальной трилогии, состоящей из фильмов «Песни со второго этажа», «Ты, живущий» и «Голубь сидел на ветке, размышляя о жизни». Съёмки первого полнометражного фильма продолжались с 1996 по 2000 год. Второй фильм (2007) — трагикомедия, состоящая из пятидесяти историй, которые, по замыслу режиссёра, должны показать человеческое существование во всей своей полноте. Фильм получил приз зрительских симпатий на Гётеборгском кинофестивале 2008 года. Третий (2014) был удостоен главного приза Венецианского кинофестиваля «Золотого льва».

## Фильмография
|      | Оригинал названия                                  | Русское название                         | Английское название                              | Хронометраж |
| ---- | -------------------------------------------------- | ---------------------------------------- | ------------------------------------------------ | ----------- |
| 1967 | Besöka sin son                                     |                                          |                                                  |             |
| 1968 | Hämta en cykel                                     |                                          |                                                  |             |
| 1969 | Lördagen den 5.10                                  |                                          |                                                  |             |
| 1970 | En kärlekshistoria                                 | Шведская история любви                   | A Swedish Love Story                             | 115′        |
| 1975 | Giliap                                             | Гилиап                                   | Giliap                                           | 140′        |
| 1987 | Någonting har hänt                                 | Что-то случилось                         | Something Happened                               | 24′         |
| 1991 | Härlig är jorden                                   | Мир прекрасен                            | The World of Glory                               | 15′         |
| 2000 | Sånger från andra våningen                         | Песни со второго этажа                   | Songs From the Second Floor                      | 98′         |
| 2007 | Du Levande                                         | Ты, живущий                              | You, the Living                                  | 95′         |
| 2014 | En duva satt på en gren och funderade på tillvaron | Голубь сидел на ветке, размышляя о бытии | A Pigeon Sat on a Branch Reflecting on Existence | 101′        |
| 2019 | Om det oändliga                                    | О бесконечности                          | About Endlessness                                | 78′         |

## Награды
- Litteris et Artibus (2009)